# 皮埃尔·勒博特尔

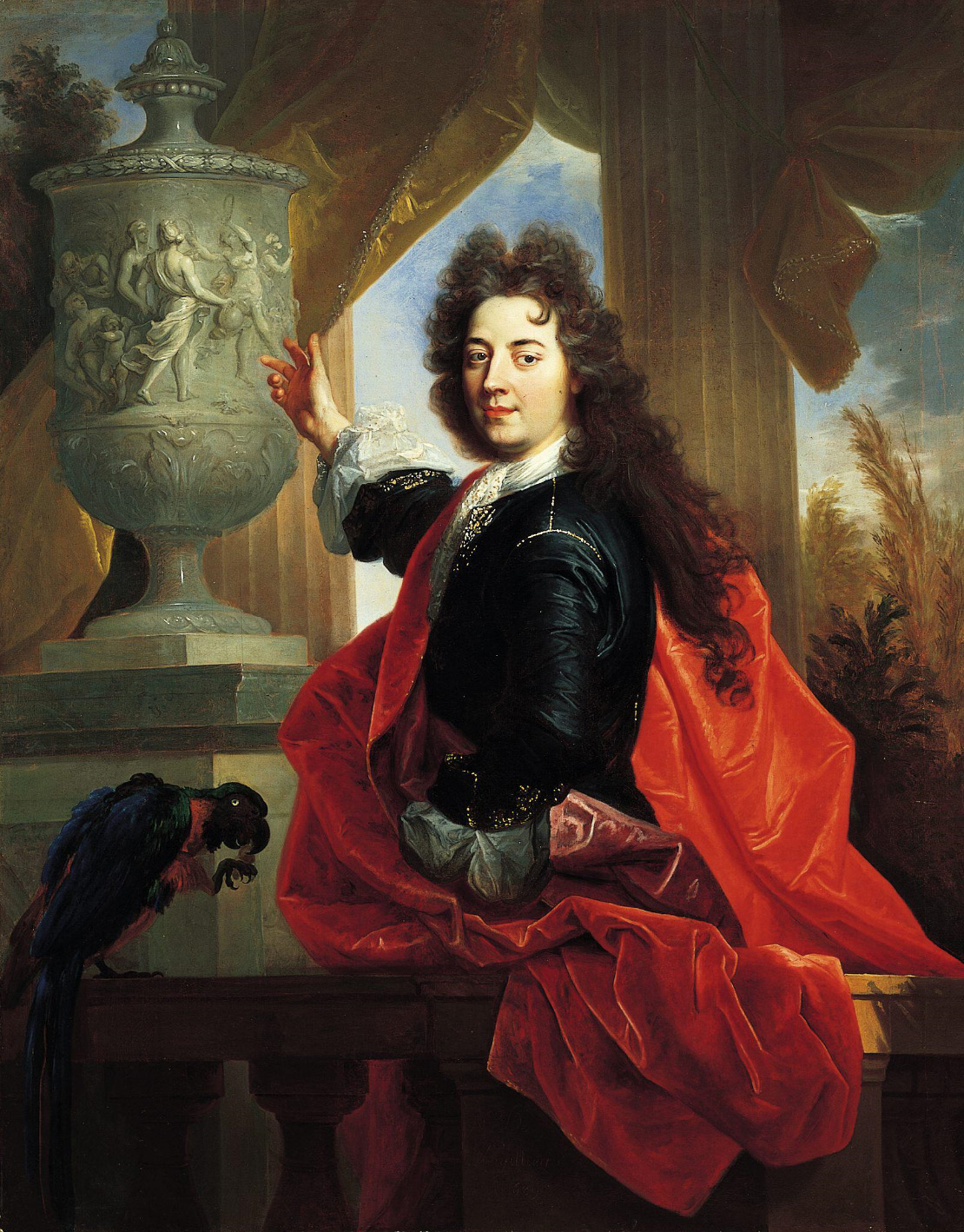
皮埃尔·勒博特尔画像

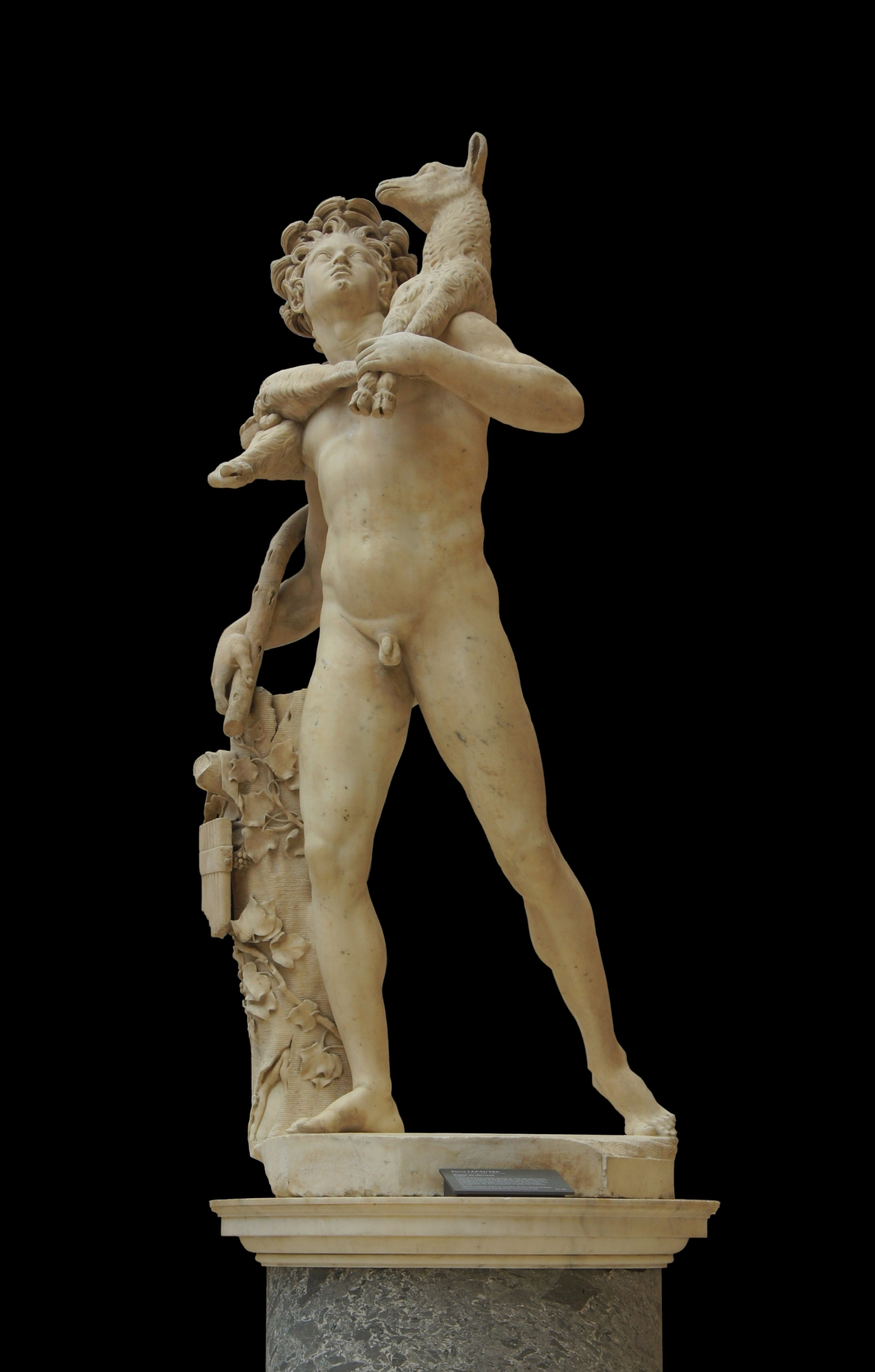
勒博特尔作品《法翁和孩子》，原为马尔利城堡创作，现陈列于卢浮宫。

皮埃尔·勒博特尔（Pierre Lepautre，1659年3月4日—1744年1月22日）
，法国雕塑家和建筑师，17-18世纪多产的艺术家之一。
他获得了罗马大奖，从1683到1701年在罗马法国学院学习。在罗马他寄回许多雕塑作品回法国，展示了他的技艺，其中包括1685年创作的《法翁和孩子》（Faune au chevreau），该雕塑为马尔利城堡花园的装饰品。1701年他返回法国巴黎。他的作品《亚特兰大》（Atalante，1704年）也在马尔利城堡展示。1705到1710年，他在艺术总监Jules Hardouin-Mansart的领导下为凡尔赛皇家教堂设计创作浮雕和雕塑。他的作品包括巨大的雕像圣安布罗斯（Saint Ambrose）和圣格雷戈里（Saint Gregory）。